# Viljem Ferluga
Viljem Ferluga, slovenski kulturni delavec in organizator, * 10. februar 1900, Trst, † 3. november 1983, Ljubljana.

## Življenje in delo
Rodil se je v družini uradnika Alojza in gospodinje Marije Ferluga rojene Tonja. Obiskoval je nemško osnovno šolo v Trstu, gimnazijo pa v Trstu, Gorici in Ljubljani. Maturiral je med vojno v Trstu, po maturi pa je bil vpoklican v avstro-ogrsko vojsko. Konec vojne je dočakal v Odesi. Po vojni je v Trstu obiskoval Višjo ekonomsko šolo ter bil nekaj časa zaposlen pri tržaškem veletrgovcu z lesom Ivanu Mankoču. Potem je odšel v Maribor in nato v Stari trg pri Ložu, kjer je bil poslovodja v lesnem podjetju. Med 2. svetovno vojno se je umaknil v Ljubljano, leta 1945 pa se je vrnil v Trst, kjer je postal član upravnega odbora Tržaške kreditne banke. Ferluga se je kot kulturni organizator vse življenje zavzemal za delovanje slovenskih kulturnih društev. Bil je član Sokola, soustanovitelj društva Prosveta pri Sv. Jakobu v Trstu in prvi predsednik Zveze mladinskih društev v Trstu. Po drugi svetovni vojni ve v Trstu urejal jugoslovanske pokojnine nekdanjih primorskih emigrantov in 1971 ustanovil Društvo slovenskih upokojencev, ki mu je bil predsednik do smrti. 